# ケルクラーデ
ケルクラーデ（オランダ語: Kerkrade [ˈkɛr(ə)kraːdə] ( 音声ファイル)、リンブルフ語: Kirchroa [ˈkɪʀəçʀoə]）は、オランダの都市。リンブルフ州に属する。人口は約4万8千人（2008年）。
ヨーロッパ最古の炭鉱街の一つで、12世紀頃より採掘が行われていた。ドイツとの国境際に位置している。近隣の都市としては、約20キロ西のメールセン、25キロ西のマーストリヒトなどが挙げられる。約20キロメートル南にドイツのアーヘンが位置している。
サッカークラブ、ローダJCの本拠地である。

## 地区
ケルクラーデは統計上の観点から3つの地区に分割されており、各地区に日本の大字に近い規模の区画が割り当てられている。
北区
- エイヘルショーヘン＝コム
- ホペル
- フィンク
- ワウバヒェルフェルト

西区
- グラヒト
- ハイラスト
- カールハイデ
- ロヒト
- スペクホルゼルハイデ
- テルウィンセレン

東区
- ヒェフレモント
- ハム
- ハーンラデ
- カフェベルフ
- ロルダッケルフェルト
- ブレイェルハイデ
- ホルズ
- ケルクラーデ＝セントラム
- マヒェルフェルト
- ナラント

## 出身者
- ウィール・クーバー - サッカー選手、サッカー指導者
- イェーネ・ハンセン - サッカー選手
- マルク・フレッケン - サッカー選手
- ヨルグ・ミューラー - カーレースドライバー
- フランツ・ファン・バルコム - サッカー選手